# عبد الله بن عياض
أبو محمد عبد الله بن عياض (تُوفي في 21 آب 1147) كان أميرًا لمرسية وبلنسية من عام 1145 حتى وفاته 
في عهد المرابطين ، كان ابن عياض قائدًا عسكريًّا واستقر في لاردة. قاد فرقة في معركة إفراغة في عام 1134، ونسب إليه ابن الأثير قيادة هجوم ناجح للفرسان. جنده مروان بن عبد العزيز لاحقًا - وهو قاضي بلنسية - لقيادة المقاومة ضد المرابطين في شاطبة. في آذار 1145، أقنع مروان بقبول منصب رئيس بلنسية. وفي تشرين الأول استولى على السلطة في مرسية.  عندما فشل مروان في دفع الأموال للجند، استبدلوه بابن عياض في تشرين الثاني. وبذلك تمكن من السيطرة على كل من مرسية وبلنسية بحلول نهاية عام 1145.
في كانون الثاني 1146، اعترف ابن عياض بسلطة سيف الدولة كأمير، ودعاه لتشكيل حكومة في مرسية وبلنسية. وفقًا للذهبي، كان الاتفاق هو أن "يسيطر ابن عياض على الجيش والمال، ويكون سيف الدولة سلطانًا". وقد حمل الأول لقب المجاهد. واستمر في الاعتراف بالسلطة الخلافية والدينية للعباسيين. ويزعم الذهبي أيضًا أن سيف الدولة اتهم ابن عياض بإثارة الفتنة بينه وبين حليفه المسيحي ألفونسو السابع ملك قشتالة، حيث إن ابن عياض لم يثق به. وفي معركة البسيط (جنجالة) في 5 شباط 1146، قُتل سيف الدولة على يد الجنود المسيحيين الشماليين، لكن ابن عياض نجا بأعجوبة.
واستمر ابن عياض في ممارسة السلطة باسم ابن سيف الدولة عبد الرحمن. قام بسك العملات المعدنية باسمه حتى عام 1146، ثم تحول إلى سك العملات باسمه الخاص. قام بتقديم عملة المرابطي عالية الجودة، حيث تحتوي على 3.9 جرام من الذهب، والتي أصبحت معروفًا بعده باسم ابن عياضة. وهذه العملة كانت ذا قيمة عالية في مملكة أراغون. ابتداءً من أيار 1146، مارس عبد الله بن فرج الثغري السلطة الفعلية في مرسية بصفته رئيسًا. وفي كانون الأول، استعاد ابن عياض السيطرة. توفي ابن عياض في معركة قرب أقليش في آب 1147 وخلفه ابن مردنيش.

## ملحوظات
1. ↑  Bosworth 1996، صفحة 20.
2. 1 2 3 4 5 6 7 8  Fierro 1994، صفحة 100.
3. 1 2  Balbale 2023، صفحة 71.
4. 1 2 3  Minnema 2019، صفحة 9.
5. 1 2  Kennedy 1996، صفحة 193.
6. ↑  Kennedy 1996، صفحة 194.
7. ↑  Minnema 2019، صفحة 16.
8. ↑  Minnema 2019، صفحة 14n.
9. ↑  Minnema 2019، صفحات 10–11.
10. 1 2  Minnema 2019، صفحة 17.
11. ↑  Todesca 2019، صفحات 55–56 nn. 73–75, citing Ubieto Artur 1984.

## فهرس
- Balbale، Abigail Krasner (2023). The Wolf King: Ibn Mardanish and the Construction of Power in al-Andalus. Cornell University Press. DOI:10.1515/9781501765896.
- Bosworth، C. E. (1996). The New Islamic Dynasties: A Chronological and Genealogical Manual. Edinburgh University Press.
- Fierro، Maribel (1994). "The Qāḍī as Ruler" (PDF). Saber religioso y poder político en el Islam: Actas del Simposio Internacional (Granada, 15–18 octubre 1991). Agencia Española de Cooperación Internacional. ص. 71–116.
- Kennedy، Hugh (1996). Muslim Spain and Portugal: A Political History of al-Andalus. Routledge.
- Minnema، Anthony (2019). "A Ṭāʾifa in Exile: Sayf al-Dawla and the Survival of the Banū Hūd". Al-Masāq. ج. 31 ع. 1: 1–19. DOI:10.1080/09503110.2018.1515518.
- Todesca، James J. (2019). "Selling Castile: Coinage, Propaganda, and Mediterranean Trade in the Age of Alfonso VIII". في Miguel Gómez؛ Damian Smith؛ Kyle C. Lincoln (المحررون). King Alfonso VIII of Castile: Government, Family, and War. Fordham University Press. ص. 30–58.
- Ubieto Artur، María Isabel (1984). "Los morabedís ayadinos, circulación y cambio en el reino de Aragón según la documentación coetánea". Numisma. ج. 34: 209–225.